# Ken Moroi
Ken Moroi (japanisch 諸井 虔, Moroi Ken; geboren 28. April 1928 in Tokio; gestorben 29. Dezember 2006) war ein japanischer Unternehmer.

## Leben und Wirken
Ken Moroi stammte aus einer Familie, die während der Edo-Zeit über Generationen die Ortsvorsteher in der heutigen Stadt Honjō in der Präfektur Saitama stellte. Er war der älteste Sohn des Komponisten Moroi Saburō (1903–1977) und älterer Bruder des Komponisten Moroi Makoto (諸井 誠; 1930–2013). 1953 schloss er sein Studium an der Fakultät für Wirtschaftswissenschaften der Universität Tokio ab und trat in die „Industrial Bank of Japan“ (日本興業銀行, Niihon kōgyō ginkō) ein. 1967 wechselte er zur „Chichibu Cement Co., Ltd.“, wo sein Onkel Moroi Kanichi (諸井 貫一; 1896–1968) Präsident war. 1969 erfolgte die Ernennung zum Direktor, 1976 die Ernennung zum Präsidenten. 1986 wurde er Vorstandsvorsitzender.
1993 wurde Moroi Stellvertretender Vorsitzender des Japanischen Arbeitgeberverbandes (日本経営者団体連盟, Nihon keieisha dantai remmei). 1995 wurde er Direktor von Tokyo Broadcasting System. 1995 wurde er Vorsitzender des Ausschusses zur Förderung der Dezentralisierung (地方分権推進委員会, Chihō bunken suishin iinkai). 1998 wurde er Direktor von Taiheiyo Cement, indem Chichibu Cement aufgegangen war. 1999 wurde er Direktor von Japan Airlines. Ab 2000 wirkte er als Berater von Taiheiyo Cement und wurde im selben Jahr Mitglied der Steuerkommission (税制調査会, Zeisei chōsa-kai). 2001 wurde er Vorsitzender des „Local System Research Committee“ (地方制度調査会, Chihō seido chōsa-kai) und 2004 Vorsitzender des „Seibu Group Management Reform Committee“ (西武グループ経営改革委員会, Seibu gurūpu keiei kaikaku iinkai).